# Erysimum
Erysimum es un género de plantas dicotiledóneas de la familia de las Brassicaceae (o crucíferas). Hay alrededor de 230 especies, originarias del suroeste de Asia, la región mediterránea, Macaronesia, y Norteamérica. Algunas especies son endémicas de la región del volcán del Teide en Tenerife y de Sierra Nevada (España).
Comprende 789 especies descritas y de estas, solo 235 aceptadas. Es el único género de la tribu Erysimeae.

## Descripción
Son hierbas anuales, bienales o perennes, a veces leñosas en la base y otras arbustivas, ramificadas en su mayoría desde abajo. Tallo generalmente muy frondoso, tetragonal o cilíndrico. Hojas alternas, simples, de enteras a pinnatífidas, generalmente lineales o elípticas. Flores en racimos generalmente con muchas flores, en forma de corimbos, con pedicelos cortos. Flores generalmente de tamaño mediano y de color amarillo o naranja. Cáliz con sépalos erectos, sacciforme interior en la base. Pétalos generalmente dos veces más largos que los sépalos. El fruto es una silicua a menudo alargada, con muchas semillas.

## Taxonomía
El género fue descrito por Carlos Linneo y publicado en Species Plantarum 2: 660 (1753). La especie tipo es: Erysimum cheiranthoides.
Etimología
Erysimum: nombre genérico que deriva de las palabras griegas: eryomai 'para ayudar o salvar', porque algunas de las especies,  supuestamente, tenían un valor medicinal.

## Principales especies

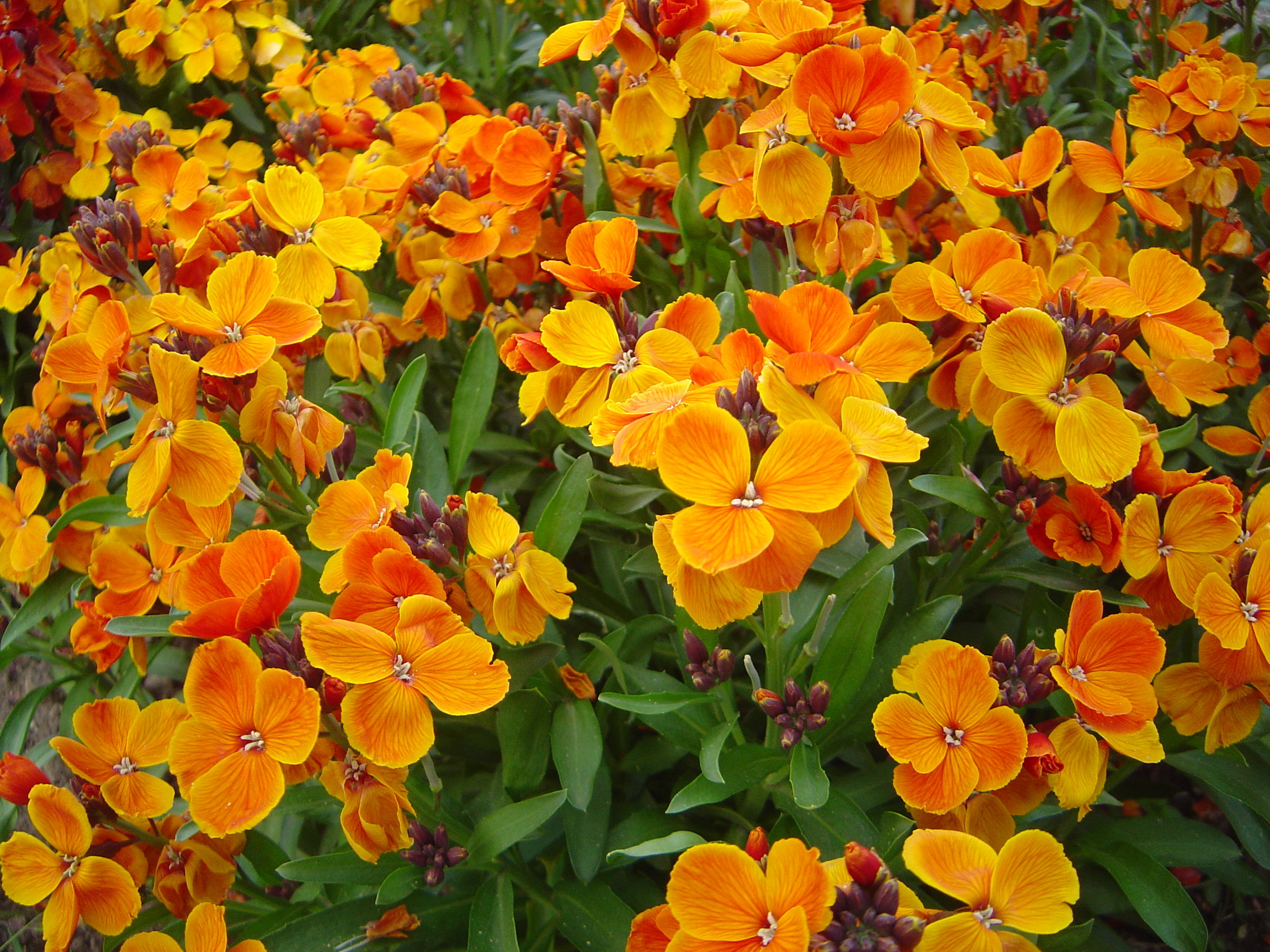
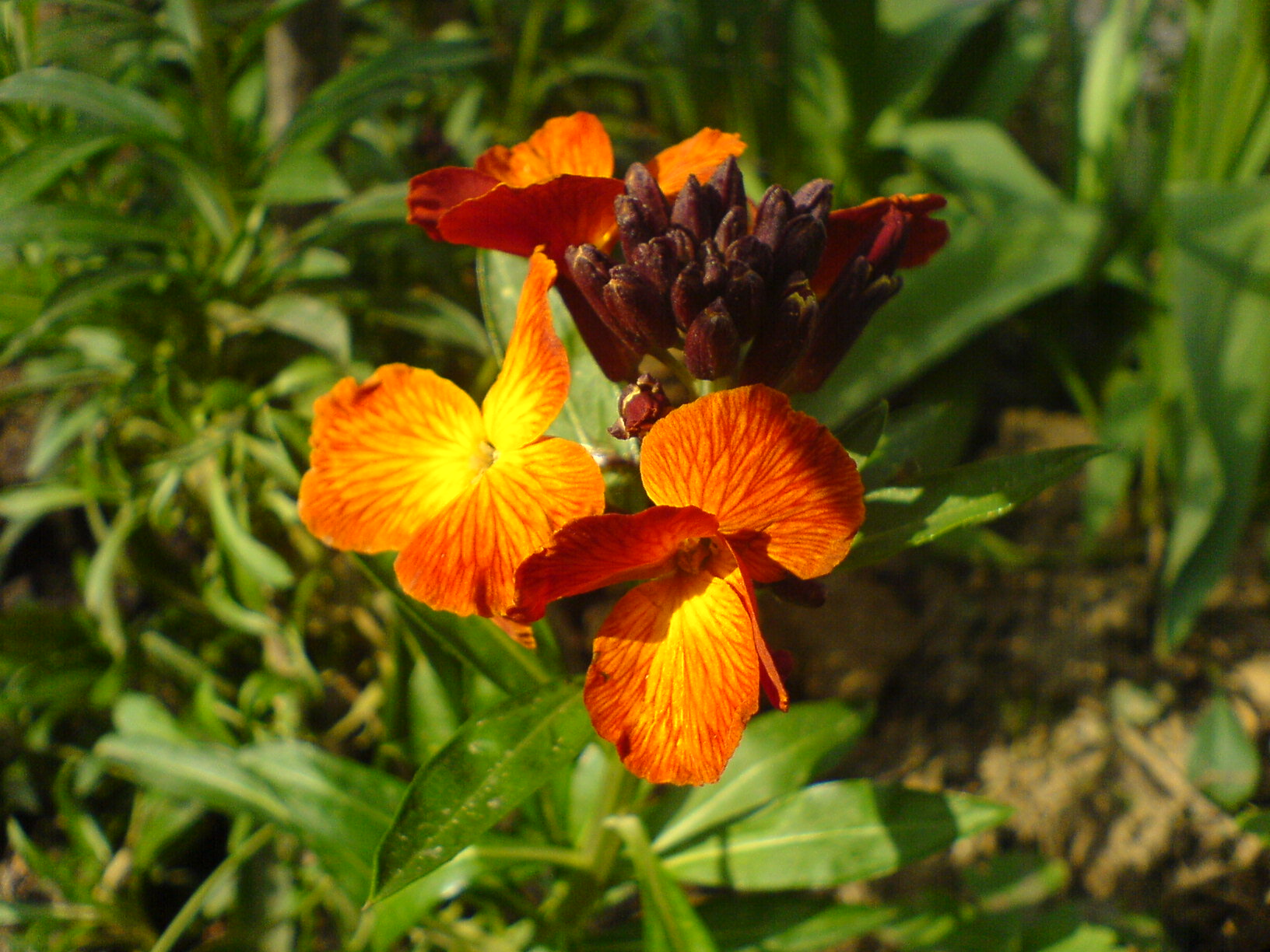
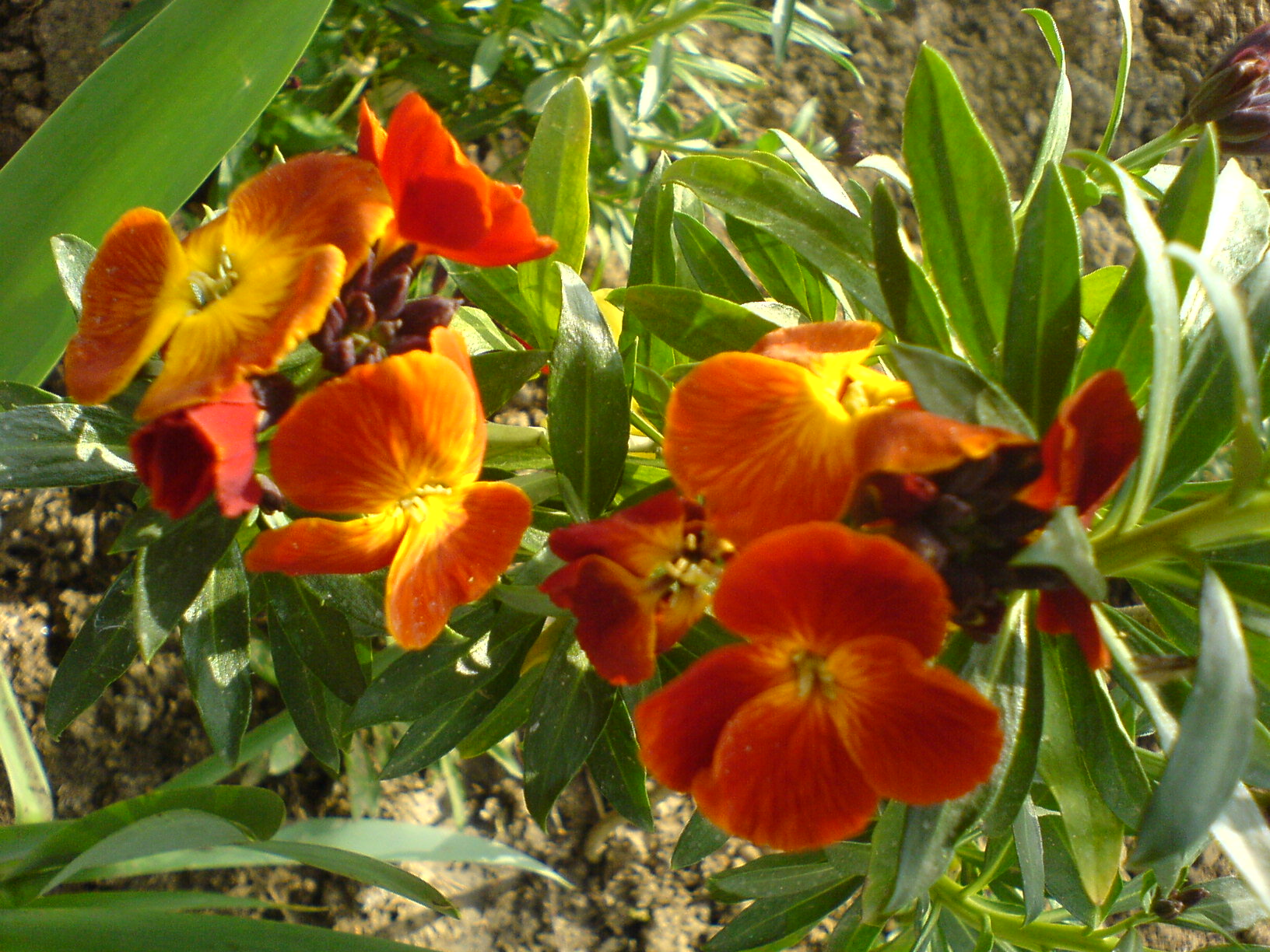

- Erysimum albescens
- Erysimum ammophilum
- Erysimum angustatum
- Erysimum arenicola
- Erysimum asperum
- Erysimum aucherianum
- Erysimum baeticum
- Erysimum bicolor
- Erysimum capitatum
- Erysimum cheiranthoides
- Erysimum cheiri
- Erysimum corinthium
- Erysimum crassicaule
- Erysimum crassipes
- Erysimum creticum
- Erysimum cuspidatum
- Erysimum diffusum
- Erysimum duriaei
- Erysimum durum
- Erysimum favargeri
- Erysimum franciscanum
- Erysimum gomez-campoi
- Erysimum graecum
- Erysimum gramineum
- Erysimum hieracilifolium
- Erysimum humile
- Erysimum incanum
- Erysimum inconspicuum
- Erysimum insulare
- Erysimum kykkoticum
- Erysimum linifolium
- Erysimum menziesii
- Erysimum metlesicsii
- Erysimum myriophyllum
- Erysimum myriophyllum
- Erysimum nevadense
- Erysimum occidentale
- Erysimum ochroleucum
- Erysimum odoratum
- Erysimum olympicum
- Erysimum pallasii
- Erysimum penyalarense
- Erysimum perofskianum
- Erysimum pulchellum
- Erysimum raulinii
- Erysimum repandum
- Erysimum scabrum
- Erysimum scoparium
- Erysimum semperflorens
- Erysimum senoneri
- Erysimum smyrnaeum
- Erysimum sylvestre
- Erysimum teretifolium